# Callajoppa pictoptera
Callajoppa pictoptera là một loài tò vò trong họ Ichneumonidae.